# Eternity (canção)
Eternity (em coreano: 기적) também conhecido como Miracle é uma canção gravada pela boy band sul-coreana VIXX. Foi lançada fisicamente e, como single digital em 27 de maio de 2014 pela Jellyfish Entertainment. "Eternity" foi escrita por Kim Eana, que também escreveu outras quatro faixas-título do VIXX. A letra da canção retrata a fantasia do tempo, e é sobre o milagre do amor que existe no momento e para sempre.

## Antecedentes e lançamento
Em 18 de maio de 2014, VIXX anunciou que iria voltar com seu quarto álbum single Eternity através de um post em seu fancafe oficial. Eles também revelaram seu teaser para o single no meio de um cronômetro de contagem regressiva em tempo real em seu site oficial.
Em 19 de maio, o grupo revelou fotos teaser individuais dos membros para o retorno. Outra imagem teaser foi lançada no dia 20.
Em 22 de maio, um vídeo teaser foi lançado no canal oficial do grupo no YouTube.
Em 26 de maio o vídeo oficial de "Eternity" foi lançado no canal no YouTube do VIXX.

### Conceito
Um representante da Jellyfish Entertainment, explicou: "O conceito do quarto álbum single do VIXX ETERNITY é uma história de amor milagroso acontecendo no presente e para sempre, através da "fantasia do tempo".

## Composição e tema
"Eternity" foi composta por Hyuk Shin, juntamente com uma equipe composta por Deanfluenza, 2xxx!, DK, siyeonking!. A canção tem uma linha de melodia emocional, juntamente com letras tristes que expressam a busca de um homem para o amor eterno, que combinam perfeitamente com os vocais de VIXX. A faixa combina o som distinto do VIXX em uma canção com infusão de EDM de alta energia. A batida pulsante de fundo cria a expectativa para o coro dançante, com ele letras sendo escritas por Kim Eana, e o rap sendo escrito por Ravi.

## Promoções

### Performances ao vivo
VIXX começou a promover o single em 29 de maio no M! Countdown. Eles seguiram com as performances em vários programas de música, incluindo Music Bank, Show! Music Core, Inkigayo e Show Champion.

### Vitórias em programas musicais
| Canal | Programa      | DatA                      | outros indicados         |
| ----- | ------------- | ------------------------- | ------------------------ |
| SBS   | Inkigayo      | 8 de junho [6,456 points] | Infinite, Gary e Jung-in |
| MBC   | Show Champion | 11 de junho               | Vários                   |

## Vídeo musical

### Antecedentes
O vídeo musical da canção foi dirigido por Hong Won Ki de ZanyBros, que dirigiu a maioria dos seus vídeos musicais anteriores.

## Lista de faixas
| N.º            | Título                    | Letras                          | Música                                         | Duração |  |
| 1.             | "Eternity"                | Kim Eana, Ravi                  | Shin Hyuk, Deanfluenza, 2xxx!, DK, siyeonking! | 3:04    |  |
| 2.             | "Sad Ending"              | Lee Seu Lan (Jam Factory), Ravi | Erik Lidbom, Jon Hallgren                      | 3:17    |  |
| 3.             | "Love, LaLaLa"            | Kim Ji Hyang, MELODESIGN, Ravi  | MELODESIGN, Keeproots, fascinating             | 3:32    |  |
| 4.             | "Eternity" (Instrumental) |                                 | Shin Hyuk, Deanfluenza, 2xxx!, DK, siyeonking! | 3:04    |  |
| Duração total: | Duração total:            | Duração total:                  | Duração total:                                 | 12:56   |  |

## Créditos
- VIXX - Vocais
  - Cha Hakyeon (N) - vocais de liderança, vocais de fundo
  - Jung Taekwoon (Leo) - principais vocais, vocais de fundo
  - Lee Jaehwan (Ken) - principais vocais, vocais de fundo
  - Kim Wonsik (Ravi) - rap, composição
  - Lee Hongbin - vocais
  - Han Sanghyuk - vocais
- Kim Eana - composição
- Hyuk Shin - produção, música
- Deanfluenza - produção, música
- 2xxx! - produção, música
- DK - produção, música
- siyeonking! - produção, música

## Desempenho nas paradas
| País           | Gráfico                               | Melhores posições |
| -------------- | ------------------------------------- | ----------------- |
| Coreia do Sul  | Gaon Single Chart\|Gaon Singles Chart | 7                 |
| Coreia do Sul  | Gaon Monthly Singles Chart            | 57                |
| Coreia do Sul  | Gaon Weekly Streaming Singles Chart   | 32                |
| Coreia do Sul  | Gaon Weekly Download Singles Chart    | 12                |
| Coreia do Sul  | Gaon Weekly Background Music Chart    | 8                 |
| Coreia do Sul  | Gaon Weekly Mobile Ringtone Chart     | 40                |
| Coreia do Sul  | Gaon Social Chart                     | 2                 |
| Estados Unidos | Billboard K-Pop Hot 100               | 25                |

## Histórico de lançamento
| País          | Data               | Formato              | Gravadora               |
| ------------- | ------------------ | -------------------- | ----------------------- |
| Mundialmente  | 27 de maio de 2014 | CD, Download digital | Jellyfish Entertainment |
| Coreia do Sul | 27 de maio de 2014 | CD, Download digital | Jellyfish Entertainment |